# 呂阿棗
呂阿棗（1871年—1893年4月12日），為臺灣清治時期新竹北門街知名的烈女，其事蹟記載於《臺灣通史》卷三十五列傳七〈列女列傳〉中。

## 生平
呂阿棗的母親劉氏是一位娼妓，其父親為呂障。呂障有三位女兒，容貌皆十分出眾，其中又以阿棗為最。呂家家境小康；劉氏卻因為生性貪財，而將呂阿棗的兩位姊姊都送作娼生，作為謀利之物。鄉里間有位富有的魏姓男子，以重金向劉氏買取阿棗梳攏。阿棗得知後，表達自己寧可選擇死亡也不願意順從母親而踏上兩位姊姊的後塵，結果遭到鞭打。後來，阿棗得知母親與魏某商量將強迫自己，因而剪髮毀容、齋戒向佛，平時極少出門露面。劉氏眼見女兒心意堅定，從各方面屢屢逼迫阿棗；阿棗心知終難倖免，因而於光緒十九年二月二十六日沐浴更衣、焚香禮佛，並在當日深夜中自縊守貞，得年僅23歲。
呂阿棗死後，鄰居李祖琛家族人士在她下葬日當天，命令其子弟送她最後一程；又詔告鄉里她的貞潔美德。眾人聽說之後，著白衣送葬者數百人。

## 相關作品
台灣三立電視古裝電視劇《戲說臺灣》，曾於2011年10月31日至11月11日推出單元〈烈女還命奇譚〉，即是介紹呂阿棗的故事。該單元中，故事時代由清治轉為日治時代，將其母親劉氏化名「阿金」，而其姊呂氏則化名「阿桃」。此外，該劇亦加上虛構角色以及傳說情節，增添戲劇效果。

## 史料
1. ↑  《臺灣通史 · 列女列傳》：「墓在治東蜂窼山。」
2. ↑  《臺灣通史 · 列女列傳》：「阿棗慮難免，遂以光緒十九年二月二十有六日[1]，沐浴更衣，焚香禮佛，夜深自縊。年二十有三。」
3. ↑  《臺灣通史 · 列女列傳》：「阿棗泣諫曰：『女子雖愚，孰無廉恥。其忍為此態者，為衣食爾，今吾家幸得稍溫飽，奈何猶為此事，以貽鄰里羞。必欲兒效兩姊，雖死不從。』」
4. ↑  《臺灣通史 · 列女列傳》：「葬之日，鄰翁李祖琛世家也，令子弟具瓣香送之，且揚言曰：『女子守貞，國有旌典。而今出自倡門，尤足以為坊表，所謂出淤泥而不染者也。』眾聞之，執紼者數百人。」

## 註解
1. ↑  光緒十九年二月二十六日換算成西元曆為1893年4月12日。（朝代：清 →  帝號：德宗 → 年號：光緒 → 19 年 → 二月 （页面存档备份，存于） -
佛學規範資料庫 - 時間資料庫 - 法鼓文理學院 ）
2. ↑  .   [2014-10-05]. （原始内容存档于2019-08-09）.